# Купелник (жупа)
Жупа Купелник (Cupelnich) се пружала од Скадарског језера (односно Хотских вирова, као југозападне границе) до планинског вијенца на истоку (Малих Хота), као и у правцу Скадра, до области Врака (рјечице Бенуши). Средиште жупе је било у мјесту данашњег села Коплик. Градац (сјеверно од Коплика) помиње Константин Порфирогенит, а идентификује се и као „Cinnа“ на Појтингеровој табли (Tabula Peuntigeriana, из IV – VI вијека нове ере). Познати су и локалитети: Градишће (на ријеци Прони), као и два утврђења која су затварала пут (крак око Хотских вирова) Скадар – Дукља: Калаја Хотот и Самобор (Каљаја Самоборит). Два крака пута од Дукље, затварала су се у жупи Купелник (код села Маршењ), одакле је једанпут ишао кроз област Врака, до Скадра.